# Ole Rasmussen
Ole Bo Rasmussen (19 de março de 1952) é um ex-futebolista profissional dinamarquês, que atuava como meia.

## Carreira
Ole Rasmussen representou a Seleção Dinamarquesa de Futebol na Eurocopa de 1984.